# 비타민 A

비타민 A의 구조식.

비타민 A는 시각 기능에 관여하고, 성장 인자로 작용하는 비타민이다. 비타민 A는 눈의 망막에서 대사 산물인, 흡광 분자 레티날의 형태로 작용하는데, 레티날은 박명시(어두운 환경에서 물체를 보는 능력)와 색조감각에 절대적으로 필요하다. 비타민 A는 또한 레티놀이 비가역적으로 산화된 형태인 레티노 산의 형태로 상피 세포 등에서 호르몬과 같이 중요한 성장 인자로서 기능을 한다.
동물성 음식에 들어있는 비타민 A는 대부분 레티닐 팔미테이트(retinyl palmitate)와 같은 에스터 형태로 존재하며, 음식으로 섭취된 뒤 작은 창자에서 알코올의 일종인 레티놀로 변환된다. 인체는 비타민 A를 레티놀 형태로 저장하고 있다가 필요할 때마다 시각계에서 작용하는 알데히드인 레티날로 변환하여 사용한다. 비타민 A에서 비가역적으로 합성되는 대사 산물인 레티노 산은, 비타민 A로서 부분적인 기능만 하며, 망막의 시각 회로(visual cycle)에서는 아무런 기능도 하지 못한다.
모든 형태의 비타민 A는 레티닐 군이라 불리는, 이소프렌이 부착된 이오논(ionone) 고리가 있다. 이 두가지 구조적 특징은 비타민 효과(vitamin activity)에 필수적이다. 당근에 함유되어 있는 황색 색소체인 베타 카로틴은 두 개의 레티닐 군이 결합한 것으로, 그 두 개의 레티닐 군이 체내 비타민 A 농도에 기여한다. 알파 카로틴과 감마 카로틴은 레티닐 군이 하나씩 있고, 이것이 비타민 효과를 나타낸다. 카르티노이드 베타 크립토잔틴은 이오논 군을 가지고 있고 인체에서 비타민 효과를 가진다.
비타민 A는 음식에서 두 가지의 주요한 형태로 발견된다.
- 레티놀: 동물성 음식을 먹을 때 흡수되는 비타민 A의 형태인 레티놀은 황색이고, 지용성 물질이다. 순수한 알코올 형태는 불안정하기 때문에, 비타민은 세포 조직에서 레티닐 에스터 형태로 발견된다. 레티놀은 레티닐 아세테이트 또는 레티닐 팔미테이트와 같은 에스터 형태로 상업적으로 제조되고, 투약된다.

- 카로틴(알파 카로틴, 베타 카로틴, 감마 카로틴) 그리고 잔토필(베타 크립토잔틴, 이것들은 모두 베타 이오논 고리를 포함한다)은 이 물질들을 레티날로 변환하는 데에 필요한 효소를 가지고 있는 초식동물과 잡식동물에서는 비타민 A로서 작용한다. 단, 다른 카르티노이드는 제외된다. 일반적으로, 육식동물은 이오논을 포함한 카르티노이드를 잘 변환하지 못하고, 고양이와 흰족제비와 같은 순수한 육식동물은 베타 카로틴 15,15'-모노옥시게나아제(beta-carotene 15,15'-monooxygenase)가 부족하고 어떤 카르티노이드도 레티날로 변환하지 못한다.(따라서 이러한 동물은 카르티노이드를 비타민 A의 형태로 만들지 못한다)

## 역사
비타민 A의 발견은 1906년의 연구로 거슬러 올라간다. 그 연구는 탄수화물, 단백질, 지방밖의 다른 요인이 소의 건강에 필수적이라는 것을 보여주었다. 1917년, 위스콘신 대학교 매디슨 캠퍼스의 앨머 맥컬럼(Elmer McCollum)과 예일 대학교의 라파예트 멘델(Lafayette Mendel)과 토마스 버 오스본(Thomas Burr Osborne)에 의해, 이러한 물질 중의 하나가 독립적으로 발견되었다. "수용성 인자 B"(비타민 B)가 당시에 발견되었기 때문에, 연구자들은 "지용성 인자 A"(비타민 A)라는 이름을 선택했다. 1919년, 스틴벅(Steenbock)(위스콘신 대학교)이 황색 식물 색소(베타 카로틴)와 비타민 A와의 관계를 주장하였다. 비타민 A는 1947년 두 독일 화학자 David Adriaan van Dorp와 Jozef Ferdinand Arens에 의해서 처음으로 합성되었다.

## 레티노이드와 카르티노이드의 등량(equivalency) (IU)
어떤 카르티노이드는 비타민 A로 변환될 수 있으므로, 음식 안의 얼마나 많은 카르티노이드가 특정한 양의 레티놀과 동등한지를 결정해서 다른 음식의 효용을 비교할 수 있게 하려는 여러 시도가 있었다. 인정되는 등량이 변해왔기 때문에, 상황이 혼란스러워졌다. 오랫동안, 1 IU(international unit)이 0.3 μg의 레티놀과 같고, 0.6μg의 베타 카로틴, 1.2 μg의 다른 프로비타민 A 카르티노이드와 같은 등량 체계가 쓰였다. 나중에, 레티놀 당량(RE)이라는 단위가 도입되었다. 2001년 이전에는 1 RE가 1 μg의 레티놀, 2 μg의 기름에 녹은 베타 카로틴(용해도가 낮기 때문에 대부분의 보충제에서는 일부만이 용해된다), 6 μg의 일반 음식의 베타 카로틴(기름에 녹은 것만큼 잘 흡수 되지 않기 때문에), 12 μg의 음식에서의 알파 카로틴, 베타 카로틴 또는 감마 카로틴에 대응하였다.
이 후의 연구에서 프로비타민 A 카르티노이드의 흡수가 이전에 생각하던 것의 절반밖에 안 된다는 것이 밝혀졌다. 그 결과, 2001년, 미국 의학연구소(Institute of Medicine)는 RAE(retinol activity equivalent)라는 새로운 단위를 권고하였다. 1 μg RAE은 1 μg 레티놀, 2 μg의 기름에 녹은 베타 카로틴, 12 μg의 식품의 베타 카로틴, 24 μg의 세 가지의 다른 식품의 프로비타민 A 카르티노이드에 상응한다.
| 물질과 그 화학적 조건      | 물질 1 μ당 레티놀 μg 등량 |
| -------------------------- | ------------------------- |
| 레티놀                     | 1                         |
| 베타 카로틴(기름에 녹음)   | 1/2                       |
| 베타 카로틴(일상 식품)     | 1/12                      |
| 알파 카로틴(일상 식품)     | 1/24                      |
| 감마 카로틴(일상 식품)     | 1/24                      |
| 베타 크립토잔틴(일상 식품) | 1/24                      |

인체에서의 프로비타민 카르티노이드의 레티놀로의 변환은, 신체에서 이용가능한 레티놀의 양에 따라 적극적으로 조절되므로, 위의 변환은 오직 비타민 A 결핍인 사람에게만 적용된다. 프로비타민의 흡수는 프로비타민을 함유한 섭취된 지질의 양에 크게 의존한다. 지질은 프로비타민의 흡수를 증가시킨다.
최근의 연구에서 내릴 수 있는 결론은 과일과 채소는 생각했던 만큼 비타민 A를 얻기에 유용하지 않는 것이다. 즉, 과일과 채소의 IU 값은 동식물의 지방이 녹은 기름과 (일부) 보충제의 동일한 IU 값보다 가치가 낮다. 소량의 육류나 소량의 비타민 A 보강 음식을 먹는 나라에서 야맹증이 만연하는 것을 고려하면, 이것은 채식주의자들에게 중요한 사실이다.
The Food and Nutrition Board(page 120)에 의해 비타민 A를 충분히 제공하는 일일 비건 표본 식단이 발표되었다. 한편, 미국 과학 아카데미(United States National Academy of Sciences)에 의해 제공된 레티놀 기준치 또는 그 등량이 감소해 왔다. 1968년의 일일 권장 허용량(RDA, Recommended Daily Allowance)(남자)은 5000 IU(1500 μg 레티놀)이었다. 1974년에는, 일일 권장 허용량은 1000 RE(1000 μg 레티놀)로 되었고, 현재는 영양섭취기준(Dietary Reference Intake)이 900 RAE(900 μg 레티놀 또는 3000 IU 레티놀)이다. 이는 1800 μg의 베타 카로틴 보충제(3000 IU) 또는 10800 μg의 음식의 베타 카로틴(18000 IU)과 등량이다.

## 일일 권장 허용량
비타민 A 영양섭취기준
| 연령에 따른 그룹                  | 일일 권장 허용량(RDA) 적정 섭취량(AI*) μg/일 | 최대 한계 μg/일 |
| --------------------------------- | -------------------------------------------- | --------------- |
| 유아 0–6 달 7–12 달               | 400* 500*                                    | 600             |
| 어린이 1–3 세 4–8 세              | 300 400                                      | 600 900         |
| 남성 9–13 세 14–18 세 19 – >70 세 | 600 900                                      | 1700 2800 3000  |
| 여성 9–13 세 14–18 세 19 – >70 세 | 600 700                                      | 1700 2800 3000  |
| 임산부 <19 세 19 – >50 세         | 750 770                                      | 2800 3000       |
| 수유기 여성 <19 세 19 – >50 세    | 1200 1300                                    | 2800 3000       |

(최대 한계는 합성 비타민과 비타민 A의 천연 레티놀 에스터에 해당한다. 음식물의 카로틴은 무독성이다.)
미국 의학연구소(Institute of Medicine)에 따르면, "RDA는 거의 모든(97-98%) 개인의 필요량을 만족하도록 설정되었다. 건강한 모유수유한 유아에 대해서는 AI가 평균 섭취량을 의미한다. 다른 연령대와 성별에게 AI는 모든 개인의 필요량을 충당한다고 믿어지지만, 데이터가 부족하여 이 섭취량으로 필요량이 만족되는 개인의 백분율을 확실하게 명시할 수 없다."

## 공급원

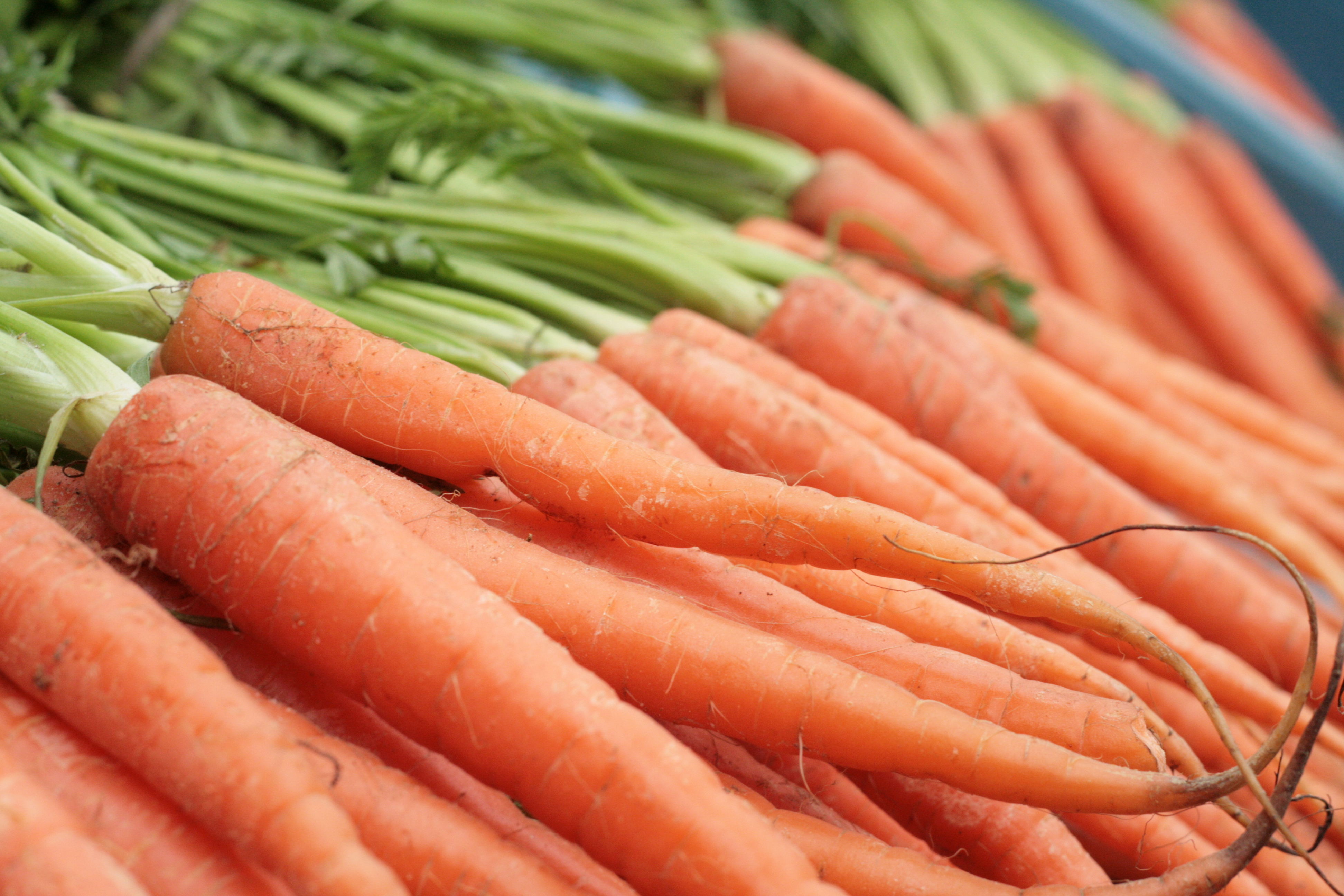

비타민 A는 많은 음식물에서 자연적으로 존재합니다.
- 간 (소, 돼지, 닭, 칠면조, 생선) (6500 μg 722%), 대구 간유 포함
- 당근 (835 μg 93%)
- 브로콜리 잎 (800 μg 89%) – USDA database 에 따르면 브로콜리 꽃 부분은 비타민 A가 훨씬 적다.[11]
- 고구마 (709 μg 79%)
- 버터 (684 μg 76%)
- 케일 (681 μg 76%)
- 시금치 (469 μg 52%)
- 호박 (400 μg 41%)
- 콜라드 잎(en) (333 μg 37%)
- 체더 치즈 (265 μg 29%)
- 캔털루프 (169 μg 19%)
- 달걀 (140 μg 16%)
- 살구 (96 μg 11%)
- 파파야 (55 μg 6%)
- 망고 (38 μg 4%)
- 완두콩 (38 μg 4%)
- 브로콜리 (31 μg 3%)
- 우유 (28 μg 3%)

주: 데이터는 USDA database에서 가져온 것이며, 괄호 안의 값은 RAE이고, 음식물 100그램당 비타민 A의 성인 남성 RDA에 대한 백분율이다.
카로틴이 레티놀로 변환되는 정도는 사람마다 다르고, 음식의 카로틴은 생물학적으로 다양하게 이용가능하다.

## 대사 기능
비타민 A는 신체의 곳곳에서 다음과 같은 다양한 역할을 한다.
- 시각 기능
- 유전자 전사
- 면역 기능
- 배아 발생과 생식
- 뼈의 대사작용
- 조혈
- 피부와 세포의 건강
- 항산화 작용

### 시각 기능
시각 회로에서의 비타민 A의 역할은 특히 레티날 형태와 관련이 있다. 눈 안에서 11-시스-레티날은 라이신 잔기에서 로돕신(간상세포)과 아이오돕신(원추세포)과 결합한다. 빛이 눈으로 들어옴에 따라, 11-시스-레티날은 전 트랜스(all-"trans") 형태로 변환된다. 전-트랜스-레티날은 광퇴색이라는 일련의 과정을 거쳐 옵신에서 떨어져 나온다. 이러한 이성질체화(isomerization)가 시신경을 따라 뇌의 시각중추로 전해지는 신경신호를 유발한다. 옵신과 분리된 이후에, 전-트랜스-레티날은 일련의 효소 반응에 의해 다시 11-시스-레티날 형태로 변환되어 재사용된다. 또한 일부의 전-트랜스-레티날은 전-트랜스-레티놀로 변환되어 interphotoreceptor retinol-binding protein(IRBP)와 함께 상피 색소 세포로 보내진다. 이후에 전-트랜스 레티닐 에스터로 에스터화가 일어나 전-트랜스-레티놀을 상피 색소 세포 안에 저장하고, 필요할 때 다시 쓸 수 있게 한다. 11-시스-레티날의 변환의 마지막 단계는 망막의 로돕신을 재형성하기 위해 옵신과 결합하는 것이다. 로돕신은 빛이 적을 때나 야간의 시각 기능에 필요하다. 이러한 이유때문에 비타민 A 결핍이 로돕신의 재형성을 억제하고, 그 첫 번째 증상인 야맹증을 일으킨다.

### 유전자 전사
레티노 산 형태의 비타민 A는 유전자 전사에서 중요한 역할을 한다. 레티놀이 일단 세포로 흡수되면, 레티놀 디히드로게나아제에 의해 레티날로 산화되고, 레티날은 레티날 디히드로게나아제(retinal dehydrogenase)에 의해 레티노 산으로 산화된다. 레티날의 레티노 산으로의 전환은 비가역적 과정이며, 레티노 산의 핵수용체 리간드로서의 활성 때문에 레티노 산의 생성은 엄격히 제한된다. 레티노 산은 두 개의 다른 핵수용체와 결합되어 유전자 전사를 유발하거나 억제할 수 있다. 이를 레티노 산 수용체(RAR, retinoic acid receptor) 또는 레티노이드 X 수용체(RXR, retinoid X receptor)라고 한다. RAR과 RXR은 서로 결합한 후 DNA와 결합할 수 있다. RAR은 RXR과 RAR-RXR의 헤테로다이머(hetrodimer)를 형성하지만, RAR-RAR의 호모다이머(homodimer)를 쉽게 형성하지는 않는다. 한편, RXR은 RXR과 RXR-RXR의 호모다이머도 쉽게 형성하고 많은 다른 핵 수용체와도 헤테로다이머를 형성하는데, 갑상선 호르몬 수용체(RXR-TR), 비타민 D3 수용체(RXR-VDR), 페록시솜 확산-활성 수용체(peroxisome proliferator-activated receptor, RXR-PPAR), 간 X 수용체(RXR-LXR)등이 있다. 호모다이머 RXR-RXR은 레티노이드 X 반응 요소(retinoid X reponse element)를 인식하는 반면, 헤테로다이머 RAR-RXR는 DNA 위의 레티노 산 반응 요소(retinoic acid response element)를 인식한다. 다른 RXR 헤테로다이머도 다양한 다른 반응 요소와 결합한다. 일단 레티노 산이 수용체와 결합하고 이양체가 형성되면, 수용체는 구조적인 변화를 거쳐 보조 억제물질(co-repressor)이 수용체로부터 분리되게 한다. 그 다음에 공활성화 인자(coactivator)가 수용 복합체와 결합하여, 히스톤의 염색질 구조를 느슨하게 하는 것을 돕고, 전사 기관과 상호 작용하게 된다. 수용체는 DNA의 반응 요소와 결합하고 대상 유전자의 발현을 증가시키거나 감소시킨다. 그 예로 세포 레티놀 결합 단백질(CRBP)과 수용체 그 자체를 부호화하고 있는 유전자가 있다.

### 피부 건강
비타민 A, 더 구체적으로는 레티노 산은 유전자를 활성화시키고, 케라티노사이트(keratinocyte, 미성숙한 피부 세포)와 성숙한 상피세포를 구별함으로써 피부의 정상적인 건강을 유지한다. 피부 질환의 치료에 쓰이는 레티노이드 요법의 정확한 메커니즘은 연구 중이다. 여드름의 치료에 가장 많이 처방되는 레티노이드 약품은 13-시스 레티노 산(isotretinoin)이다. 이는 피지샘의 크기와 분비활동을 줄인다. 40mg의 아이소트레티노인이 분해되어 10mg의 ATRA가 된다.(이 약품의 메커니즘은 아직 밝혀지지 않았고, 논쟁 중이다.) 아이소트레티노인은 피부 표면과 도관(duct) 모두에서 박테리아 수를 감소시킨다. 이것은 박테리아의 영양공급원인 피지의 감소에 따른 결과로 생각된다. 아이소트레티노인은 단핵백혈구와 호중구(neutrophils)의 화학주성 반응을 억제하여 감염을 줄인다. 또한 선택적으로 세포사멸(apoptosis)을 발생시키는 유전자 발현에 변화를 주어 피지샘을 개선시킨다. 아이소트레노인은 기형을 유발할 수 있고, 수 많은 잠재적 부작용이 있다. 따라서, 의사의 지도하에서 사용되어야 한다.

### 레티날/레티놀과 레티노 산
비타민 A가 부족한 쥐도 레티노 산이 보충되면 좋은 건강 상태를 유지할 수 있다. 이는 비타민 A 결핍으로 인한 발육장애와 초기의 안구건조증에 대한 반례이다. 그러나 그러한 쥐는 불임이 될 수 있고(남성과 여성 모두) 망막이 약화되는데, 이러한 사실에서 해당 기능에 레티날 또는 레티놀이 필요하다는 것을 보여준다. 고환과 배아에서의 레티놀로부터 레티노 산의 국부적 합성 때문에, 비타민 A 결핍인 쥐의 생식기능을 회복시키기 위해 레티놀이 필요한 것으로 알려져 있다.

## 비타민 A의 결핍
비타민 A의 결핍이 대략적으로 전 세계 5세 미만의 아동의 3분의 1에게 해당되는 것으로 예상된다. 비타민 A의 부족때문에 개발도상국에서 매년 대략 250,000-500,000명의 어린이가 시력을 잃는다. 이러한 현상은 동남아시아와 아프리카에서 두드러진다.
비타민 A 결핍은 일차적인 결핍증과 이차적인 결핍증을 유발할 수 있다. 일차적인 비타민 A 결핍증은 과일과 채소 또는 동물성 식품과 유제품의 비타민 A를 통해 적정 섭취량의 프로비타민 A 카르티노이드를 섭취하지 못한 아이와 어른에게서 발생한다. 이른 젖떼기도 비타민 A 결핍의 위험을 증가시킨다.
이차적인 비타민 A 결핍은 만성 지질 흡수 불량, 담즘 생성 및 분비 불량, 담배 연기와 같은 산화제에의 만성적인 노출, 만성적인 알콜중독과 관련이 있다. 비타민 A는 지용성이고 소장에서의 흡수되는 정도는 미셸의 용해도에 의존하므로, 저지방 식단이 비타민 A 부족을 일으킬 수 있다. 비타민 A 전달 단백질 합성과 레티놀-레티날 변환의 보조인자로서 아연이 필수적이기 때문에, 아연 결핍도 비타민 A의 흡수, 전달, 대사 불량을 일으킬 수 있다. 영양결핍인 사람들에게는 보통 비타민 A와 아연의 섭취량이 작으면, 비타민 A 결핍증이 심해지고 생리적인 징후와 결핍증의 증상이 나타난다. 부르키나 파소에서의 연구에 따르면, 어린 아동에게 비타민 A와 아연을 보충해주면 말라리아 증상이 크게 감소하는 것으로 나타났다.
레티날의 시각 색소포로서의 기능 때문에, 비타민 A 결핍의 가장 빠르고 구체적인 징후 중에 하나는 시각 손상으로, 특히 박명시가 약화된다(야맹증). 지속적인 결핍은 일련의 변화를 일으키는데, 가장 끔찍한 변화는 눈에서 일어난다. 또 다른 눈의 변화는 안구건조증이다. 첫째로 정상적인 눈물샘과 점액을 분비하는 상피조직이 각화성 상피조직으로 대체됨에 따라 결막의 건조가 발생한다. 이는 불투명한 플라크에서 케라틴 조각들이 형성(비토 반, Bitot's spot)된 후에 발생한다. 결국에는 거친 각막 표면이 연화과정에 의해 침식되고, 각막이 손상되고(각막 연화증) 시력을 잃게 된다. 다른 변화로는 면역 불량(귀의 감염과 요로의 감염 가능성이 증가된다. 수막구균성 질환) , 과각화증(모낭의 백색 덩어리), 모공 각화증 그리고 편평 상피화생이 있다. 치과에 관련되는 것으로는, 비타민 A 결핍이 에나멜 저형성을 일으킨다.
과도하지 않은 적절한 비타민 A의 공급은 정상적인 태아의 성장을 위해 임산부와 수유중인 여성에게 특히 중요하다. 결핍증은 생후의 비타민 보충으로 보상되지 않는다. 대개 비타민 보충제의 과도한 복용으로 인한 과도한 비타민 A 섭취는 선천적 결손증을 유발할 수 있고 따라서 일일 권장량을 초과하지 않도록 해야 한다.
임신 중 음주로 인한 비타민 A 대사 억제는 태아기 알코올 증후군을 일으키며 산모의 비타민 A 결핍과 관련있는 최기성을 나타낸다.

## 같이 보기
- 베타카로틴
- 레티노이드